# Cupido polonus
Cupido polonus är en fjärilsart som beskrevs av Philipp Christoph Zeller 1845. Cupido polonus ingår i släktet Cupido och familjen juvelvingar. Inga underarter finns listade i Catalogue of Life.